# Tsjerna Gora
Tsjerna Gora (Bulgaars: Черна гора) is een dorp in de Bulgarije. Het dorp ligt in de gemeente Bratja Daskalovi, oblast Stara Zagora. Het dorp ligt ongeveer 39 km ten zuidwesten van Stara Zagora en 165 km ten zuidoosten van Sofia.

## Bevolking
Op 31 december 2020 telde het dorp Tsjerna Gora 1.574 inwoners.
| Bevolkingsontwikkeling tussen 1934 en 2020          |
| --------------------------------------------------- |
|                                                     |
| Bron: Nationaal Statistisch Instituut van Bulgarije |

In het dorp wonen grotendeels etnische Bulgaren. In de optionele volkstelling van 2011 identificeerden 834 van de 1.510 respondenten zichzelf als etnische Bulgaren, oftewel 55,2% van de bevolking. De rest van de bevolking bestond vooral uit etnische Roma (637 personen, oftewel 42,2%) en etnische Turken (39 personen, oftewel 2,6%).
| Etnische samenstelling van de respondenten (2011) | Etnische samenstelling van de respondenten (2011) | Etnische samenstelling van de respondenten (2011) | Etnische samenstelling van de respondenten (2011) | Etnische samenstelling van de respondenten (2011) |
| ------------------------------------------------- | ------------------------------------------------- | ------------------------------------------------- | ------------------------------------------------- | ------------------------------------------------- |
|                                                   |                                                   |                                                   |                                                   |                                                   |
| Bulgaren                                          | Bulgaren                                          |                                                   | 55,2%                                             | 55,2%                                             |
| Turken                                            | Turken                                            |                                                   | 2,6%                                              | 2,6%                                              |
| Roma                                              | Roma                                              |                                                   | 42,2%                                             | 42,2%                                             |
| Anders/Onbekend                                   | Anders/Onbekend                                   |                                                   | 0,0%                                              | 0,0%                                              |